# Campionati europei di hockey su pista 1975
I Campionati Europei 1975 furono la 32ª edizione dei campionati europei di hockey su pista; la manifestazione venne disputata in Italia a Viareggio dal 7 al 14 settembre 1975.

La competizione fu organizzata dalla Fédération Internationale de Roller Sports.

Il torneo fu vinto dalla nazionale portoghese per la 14ª volta nella sua storia.

## Città ospitanti e impianti sportivi
| CITTÀ     | IMPIANTO               | CAPIENZA |
| Viareggio | Palazzetto dello Sport | 2.000    |

## Svolgimento del torneo

### Risultati
| Viareggio settembre 1975 | Francia | 3 – 7 | Germania Ovest | Palazzetto dello Sport |

| Viareggio settembre 1975 | Francia | 4 – 1 | Inghilterra | Palazzetto dello Sport |

| Viareggio settembre 1975 | Francia | 1 – 10 | Italia | Palazzetto dello Sport |

| Viareggio settembre 1975 | Francia | 2 – 5 | Paesi Bassi | Palazzetto dello Sport |

| Viareggio settembre 1975 | Francia | 3 – 8 | Portogallo | Palazzetto dello Sport |

| Viareggio settembre 1975 | Francia | 1 – 7 | Spagna | Palazzetto dello Sport |

| Viareggio settembre 1975 | Francia | 6 – 3 | Svizzera | Palazzetto dello Sport |

| Viareggio settembre 1975 | Germania Ovest | 7 – 2 | Inghilterra | Palazzetto dello Sport |

| Viareggio settembre 1975 | Germania Ovest | 1 – 5 | Italia | Palazzetto dello Sport |

| Viareggio settembre 1975 | Germania Ovest | 4 – 0 | Paesi Bassi | Palazzetto dello Sport |

| Viareggio settembre 1975 | Germania Ovest | 1 – 7 | Portogallo | Palazzetto dello Sport |

| Viareggio settembre 1975 | Germania Ovest | 1 – 4 | Spagna | Palazzetto dello Sport |

| Viareggio settembre 1975 | Germania Ovest | 8 – 0 | Svizzera | Palazzetto dello Sport |

| Viareggio settembre 1975 | Inghilterra | 1 – 6 | Italia | Palazzetto dello Sport |

| Viareggio settembre 1975 | Inghilterra | 2 – 9 | Paesi Bassi | Palazzetto dello Sport |

| Viareggio settembre 1975 | Inghilterra | 0 – 18 | Portogallo | Palazzetto dello Sport |

| Viareggio settembre 1975 | Inghilterra | 1 – 11 | Spagna | Palazzetto dello Sport |

| Viareggio settembre 1975 | Inghilterra | 2 – 7 | Svizzera | Palazzetto dello Sport |

| Viareggio settembre 1975 | Italia | 4 – 2 | Paesi Bassi | Palazzetto dello Sport |

| Viareggio settembre 1975 | Italia | 1 – 1 | Portogallo | Palazzetto dello Sport |

| Viareggio settembre 1975 | Italia | 1 – 2 | Spagna | Palazzetto dello Sport |

| Viareggio settembre 1975 | Italia | 7 – 4 | Svizzera | Palazzetto dello Sport |

| Viareggio settembre 1975 | Paesi Bassi | 2 – 7 | Portogallo | Palazzetto dello Sport |

| Viareggio settembre 1975 | Paesi Bassi | 0 – 5 | Spagna | Palazzetto dello Sport |

| Viareggio settembre 1975 | Paesi Bassi | 3 – 5 | Svizzera | Palazzetto dello Sport |

| Viareggio settembre 1975 | Portogallo | 4 – 2 | Spagna | Palazzetto dello Sport |

| Viareggio settembre 1975 | Portogallo | 12 – 1 | Svizzera | Palazzetto dello Sport |

| Viareggio settembre 1975 | Spagna | 11 – 1 | Svizzera | Palazzetto dello Sport |

### Classifica
|    | Squadra        | PT | G | V | N | P | GF | GS | Diff. |
| -- | -------------- | -- | - | - | - | - | -- | -- | ----- |
| 1. | Portogallo     | 13 | 7 | 6 | 1 | 0 | 57 | 10 | +47   |
| 2. | Spagna         | 12 | 7 | 6 | 0 | 1 | 42 | 9  | +33   |
| 3. | Italia         | 11 | 7 | 5 | 1 | 1 | 34 | 12 | +22   |
| 4. | Germania Ovest | 8  | 7 | 4 | 0 | 3 | 29 | 21 | +8    |
| 5. | Paesi Bassi    | 4  | 7 | 2 | 0 | 5 | 21 | 29 | -8    |
| 6. | Francia        | 4  | 7 | 2 | 0 | 5 | 20 | 41 | -21   |
| 7. | Svizzera       | 4  | 7 | 2 | 0 | 5 | 21 | 49 | -28   |
| 8. | Inghilterra    | 0  | 7 | 0 | 0 | 7 | 9  | 62 | -53   |

## Campioni
| Campione d'Europa 1975 |
| ---------------------- |
| Portogallo 14º titolo  |